# Brieftaubendienst

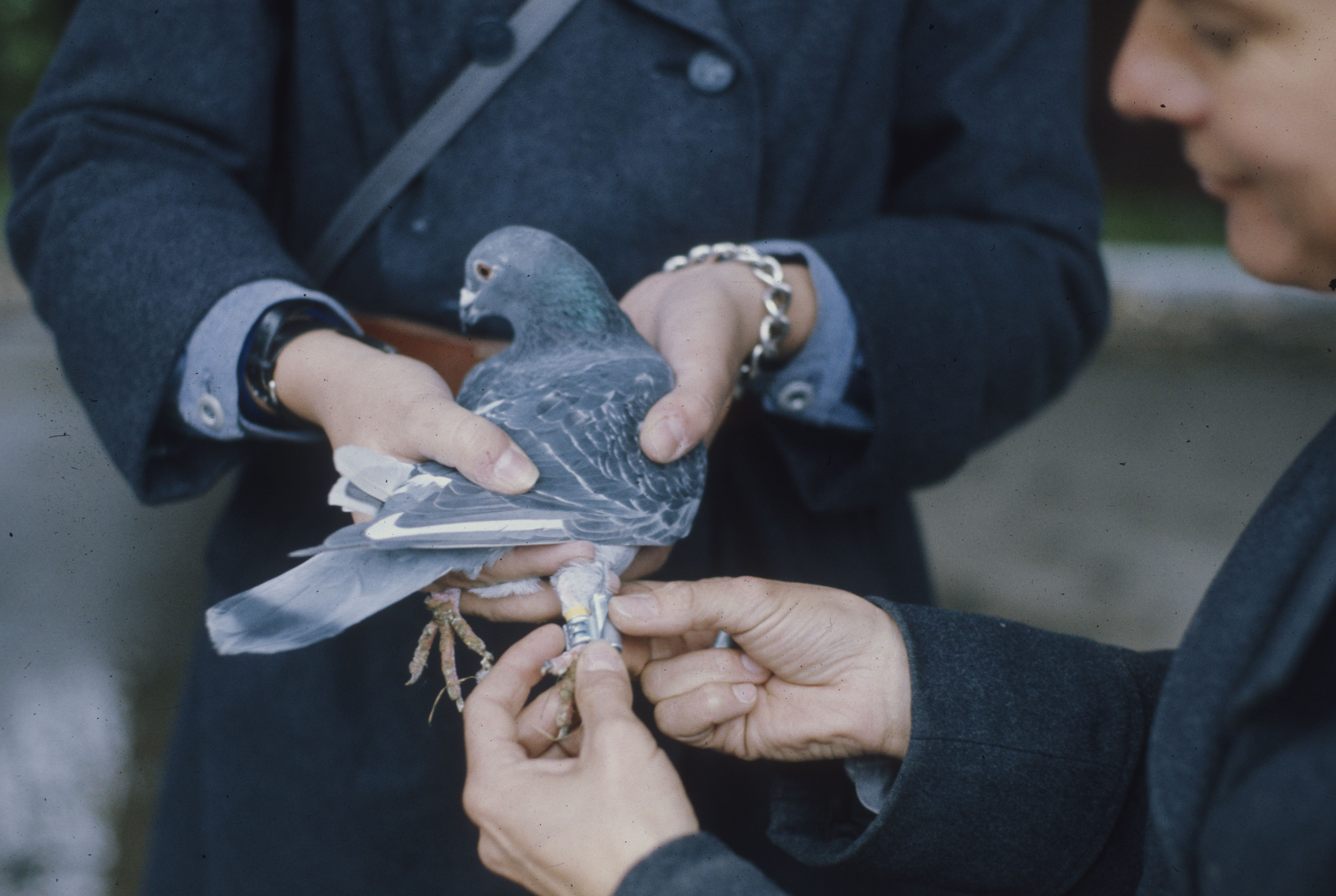
Brieftaube mit Behälter

Der Brieftaubendienst war ein Dienstzweig der Schweizer Armee, die Brieftauben zur Nachrichtenübermittlung verwendete. Der Brieftaubendienst war von 1917 bis zur Armeereform 1995 im Einsatz.

## Brieftauben im Militär
Der Einsatz von Brieftauben für militärische Nachrichtenübermittlung erfolgte bereits im antiken Rom. Gaius Iulius Caesar liess sich Nachrichten von Unruhen im eroberten Gallien durch eigene Botentauben überbringen, um so seine Truppen schnell einsetzen zu können. Plinius der Ältere berichtete in seinem naturwissenschaftlichen Werk Naturalis historia über die militärische Verwendung von Brieftauben.
Im Ersten Weltkrieg wurden bis zu 100'000 Brieftauben zur Nachrichtenübertragung mit einer Erfolgsrate von rund 95 Prozent eingesetzt. Die französische Armee setzte speziell angepasste Autobusse (Marke Berliet) ein, um die Brieftauben von mobilen Standorten aus einsetzen zu können.
Im Zweiten Weltkrieg waren bei der US-amerikanischen Armee (US Army Pigeon Service) 3000 Soldaten und 150 Offiziere mit 54'000 Brieftauben beschäftigt. Bei der britischen Armee waren bis zu 250'000 Brieftauben zu militärischen Zwecken im Einsatz. Im Zweiten Weltkrieg begann man Brieftauben auch zunehmend in der Nacht einzusetzen um grössere Verluste durch Beschuss zu vermeiden. Die deutsche Wehrmacht hatte gegen Kriegsende 850'000 Tauben sowie dressierte Falken und andere Greifvögel, die erfolgreich feindliche Brieftauben abfingen.

## Brieftauben in der Schweizer Armee

### Organisation des Brieftaubendienstes
Ab den 1880er Jahren wurden in der Schweiz Brieftauben gezüchtet, die für Schweizer topographischen und klimatischen Verhältnisse widerstandsfähig genug waren. 1896 wurde der Brieftaubenzüchterverband gegründet. Die vom eidgenössischen Militärdepartement anerkannten eidgenössischen Militärbrieftaubenstationen haben sich 1902 zum Zentralverein Schweizer Brieftaubenstationen zusammengeschlossen, um den Militärbehörden jederzeit abgerichtete Brieftauben zur Verfügung stellen zu können. Der Brieftaubensport wurde mit Wettflügen und Ausstellungen vom Bund gefördert.
Der Brieftaubendienst der Schweizer Armee wurde 1917 als eine Gegenmassnahme eingeführt, weil ein 1915 in Deutschland erfundenes Abhorchgerät in der deutschen, französischen und britischen Armee eingesetzt wurde, das Telefongespräche (eindrähtige Leitungen) über eine Entfernung bis zu zehn Kilometern abhorchen konnte. Bisher waren die Brieftauben nur in Festungen eingesetzt worden. Nun kamen sie in grosser Zahl an der Front in fahrbaren Brieftaubenschlägen zum Einsatz. Jeder Telegrafenkompanie wurde ein Brieftaubenzug zugeteilt.
Der Brieftaubendienst war der Generalstabsabteilung unterstellt. Von ihr wurden im Mobilmachungsfall die Detachemente des Brieftaubendienstes den Divisionen, Festungen, Brieftaubenstationen, Depots und fahrenden Brieftaubenwagen zugeteilt. Das Brieftaubendetachement des Armeestabes organisierte den gesamten Dienstbetrieb und bildete eine Reserve an Personal und Material. Die dem Divisionskommando unterstellten Detachemente der Divisionen hatten Brieftaubenstationen, Brieftaubenwagen, Brieftaubenverteilungsstellen an der Front zu besetzen sowie die Truppen auszubilden, die Ausrüstung bereitzustellen und täglich dem Armeestab zu rapportieren.

Patrouillenkorb Radfahrer und Gebirgstruppen
Meldung und Brieftaube werden vorbereitet
Metallhülse am Bein für Depesche
Brieftauben werden freigelassen
Eingegangene Meldungen werden rapportiert

### Brieftauben im Einsatz
Wenn alle anderen Verbindungsmittel bei schweren Kämpfen versagten, ermöglichten die Brieftauben in Bewegungs- oder Stellungskriegen die Verbindung zwischen den Frontlinien und den Kommandostellen. Die Brieftaubenwagen wurden in der Nähe des Divisionskommandos aufgestellt.
Bei einem Einsatz nahm eine Patrouille mit Fahrrädern von einem nahegelegenen Schlag Brieftauben in Transportkörben mit, die sie bei Bedarf mit einer Meldung versahen und fliegen liessen. Nach dem Rückflug über normalerweise eine Distanz von 15 bis 30 Kilometer zu ihrem Schlag wurde der Brieftaube die Meldung abgenommen und ein Kurier brachte die Meldung zum zuständigen Kommandoposten.
Eine gut trainierte Brieftaube konnte eine Distanz von 100 Kilometer in 100 Minuten (Durchschnittsgeschwindigkeit 60 km/h) bewältigen. Die in stationären Heimatschlägen trainierten Brieftauben konnten nur verwendet werden, wenn sich der Schlag in der Nähe der Stellung befand. Um die Brieftauben überall einsetzen zu können, wurden Brieftaubenwagen für Entfernungen von 10 bis 20 Kilometer Luftlinie verwendet. Die Brieftauben wurden während des Tages losgeschickt und nur in Notfällen während der Nacht. Die Brieftauben werden bei dichtem Nebel und heftigen Gewittern in der Orientierung gestört sowie durch Raubvögel gefährdet. Zur Sicherheit wurden bis 50 Kilometer Distanz zwei bis drei, für 200 Kilometer acht bis neun Brieftauben mit der gleichen Meldung losgeschickt. Die Brieftauben wurden während des Ersten Weltkriegs nur für wichtige Meldungen und nur dann eingesetzt, wenn Draht- und Signalverbindungen nicht möglich waren.
Bei längerem Aufenthalt am gleichen Ort mussten die Brieftauben nach Geschlechtern getrennt und von Haustauben abgesondert in grossen Räumlichkeiten interniert werden, damit der Heimatstrieb rege gehalten und der Meldedienst sichergestellt werden konnte.

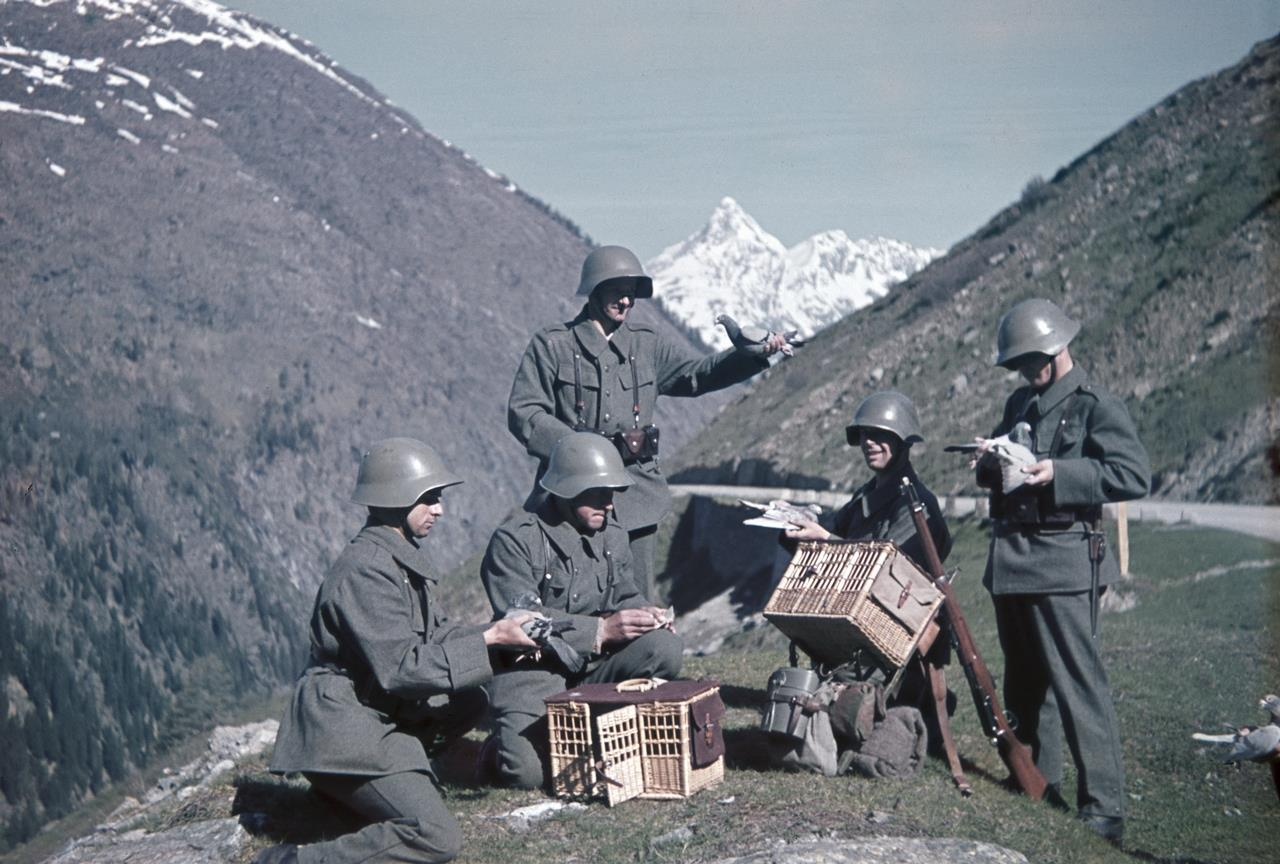
Brieftaubenpatrouille Simplonpass
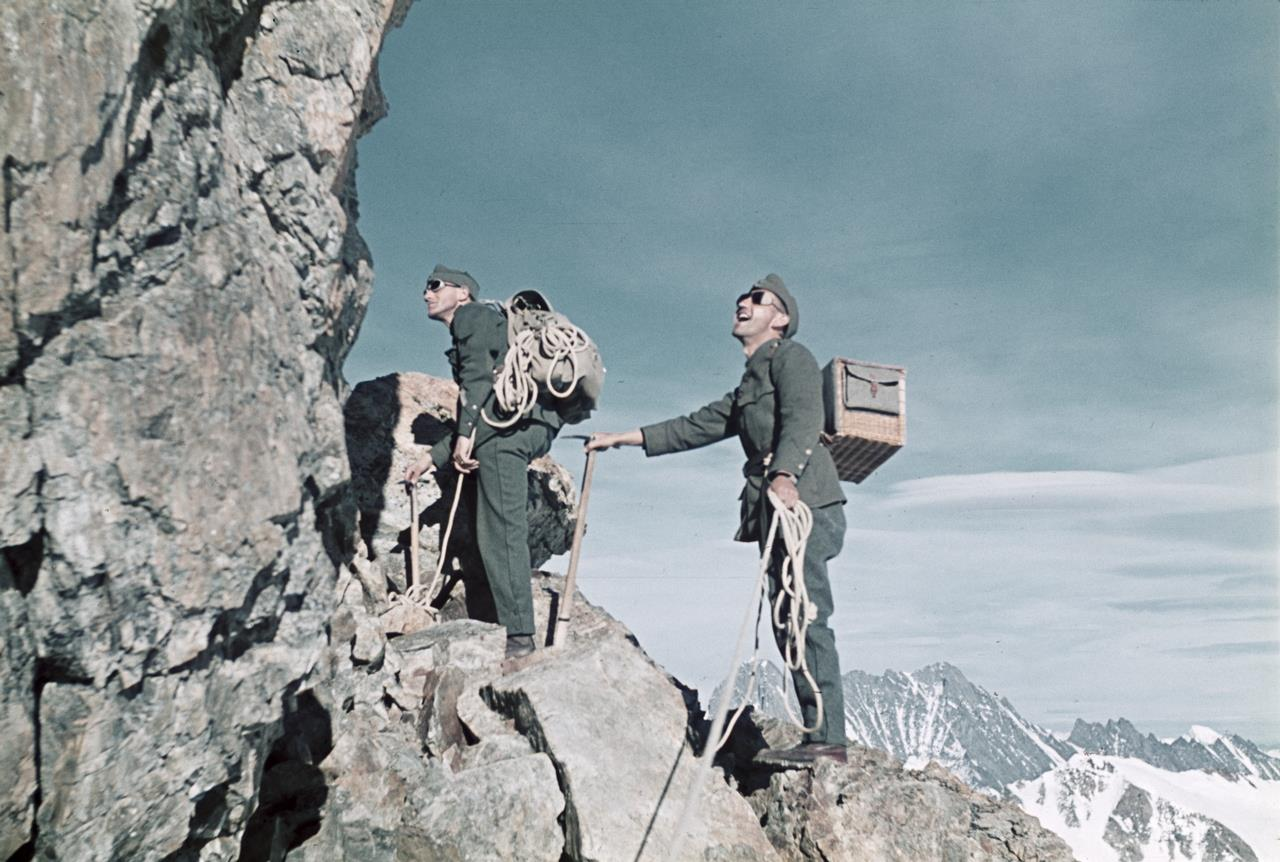
Brieftaubensoldaten beim Klettern
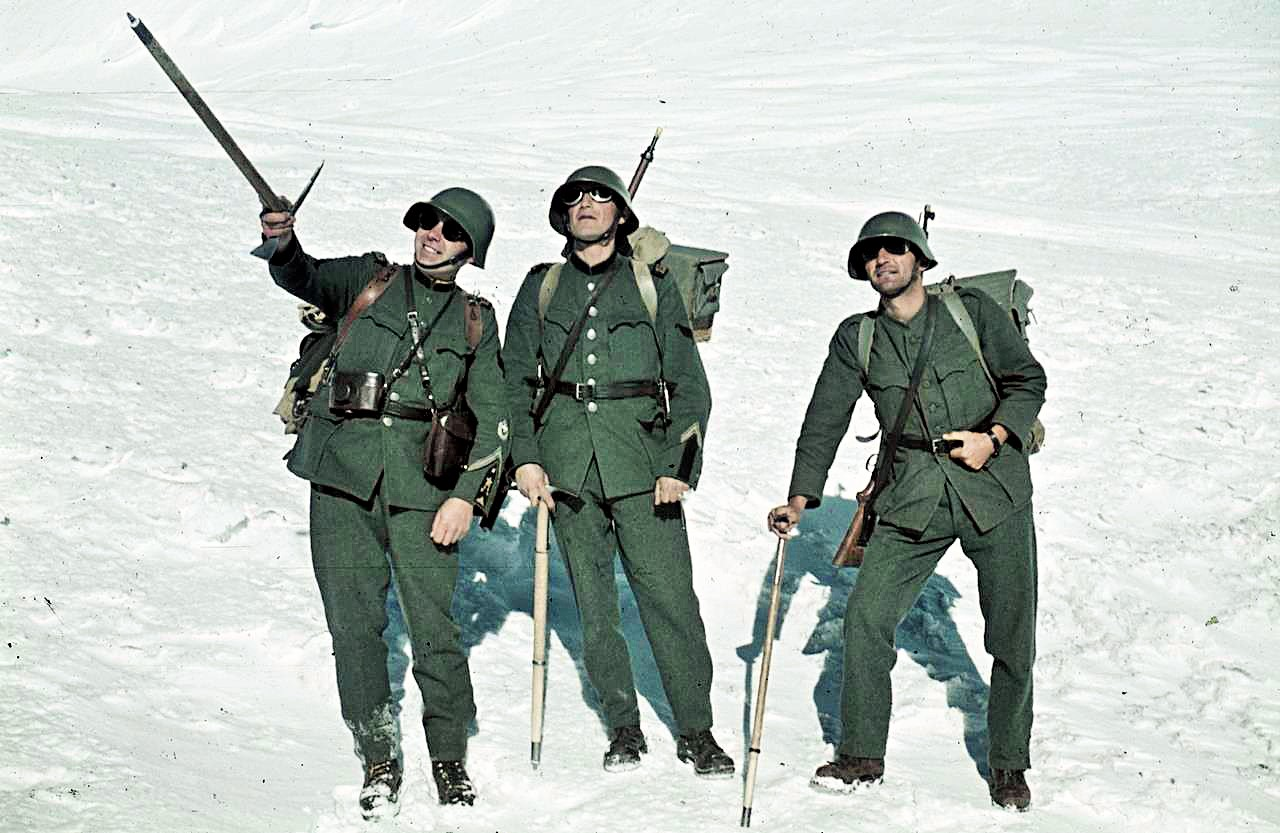
Brieftaubenpatrouille im Schnee
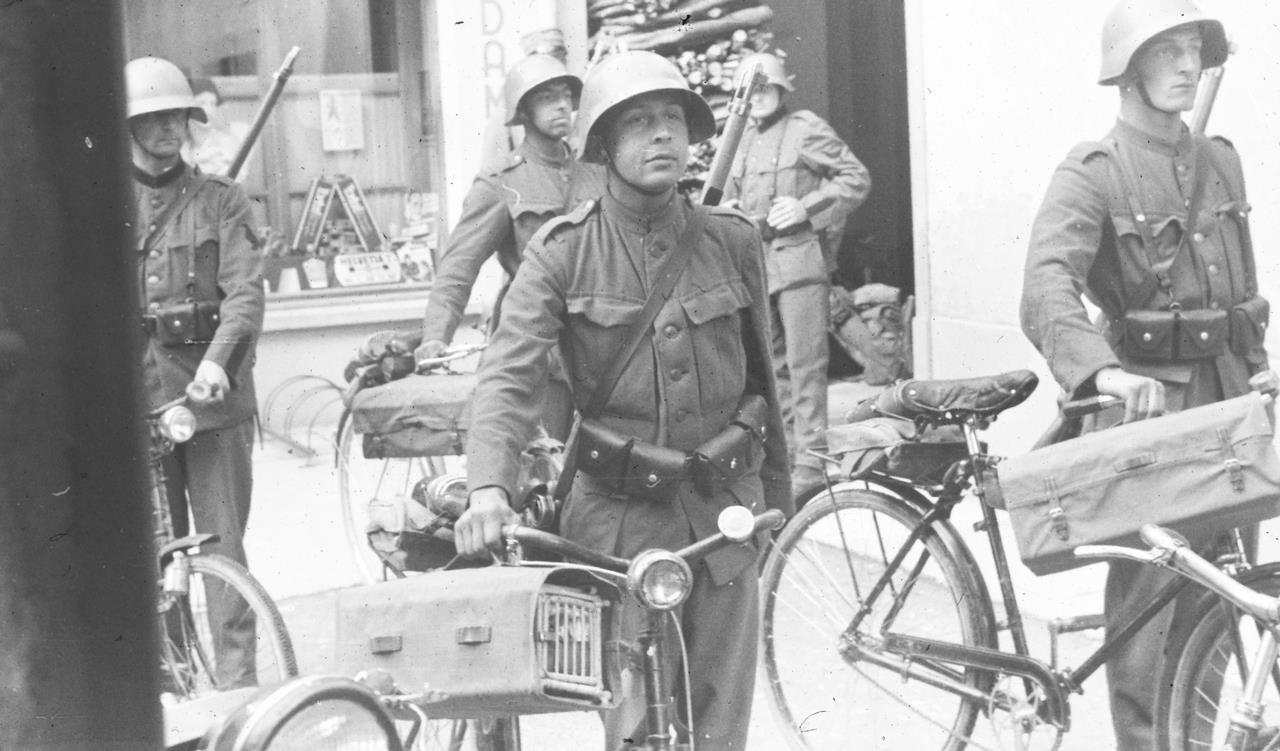
Brieftaubensoldaten mit Fahrrad
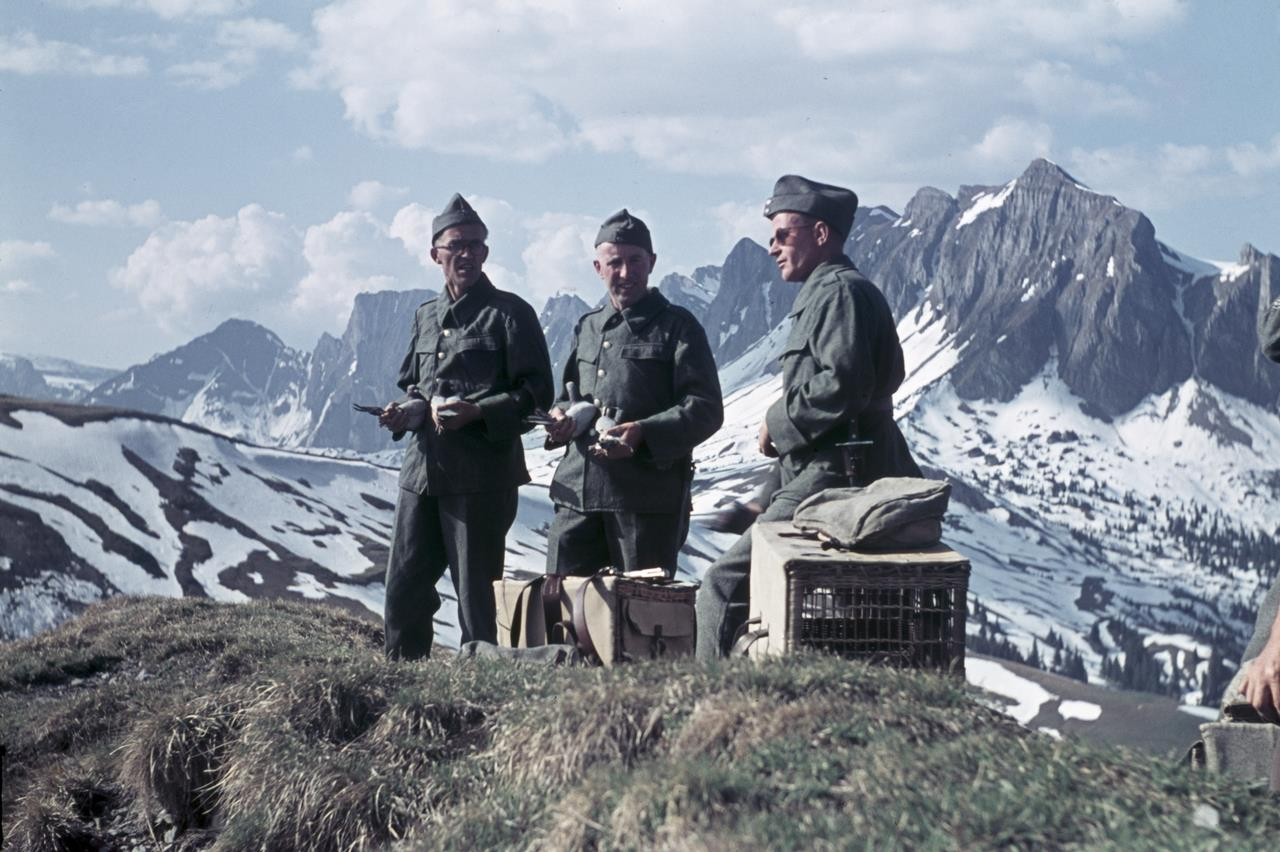
Brieftaubenpatrouille im Gebirge

### Brieftaubentransport
Die Brieftauben wurden auf Rücken, mit dem Fahrrad, auf dem Pferd und mit Brieftaubenwagen und Flugzeugen transportiert. Die Brieftaubenwagen (zweispännige Fourgons) wurden im Gegensatz zu den anderen Armeefuhrwerken buntscheckig bemalt, um sie für Tauben erkenntlich zu machen und gegen Fliegersicht zu tarnen. Im Wageninnern hatte es für 25 Taubenpaare Sitzlatten und Nistzellen sowie Fenster. Der Ein- und Ausflug erfolgte durch besondere Öffnungen an den Seitenwänden. Für den Transport wurden Körbe mit Trinkgefässen für 25 bis 30 Tauben verwendet. Für Pferde gab es ein Kavalleriekorb mit drei Tauben und für Radfahrer einen Rückenkorb für fünf bis sechs Tauben.

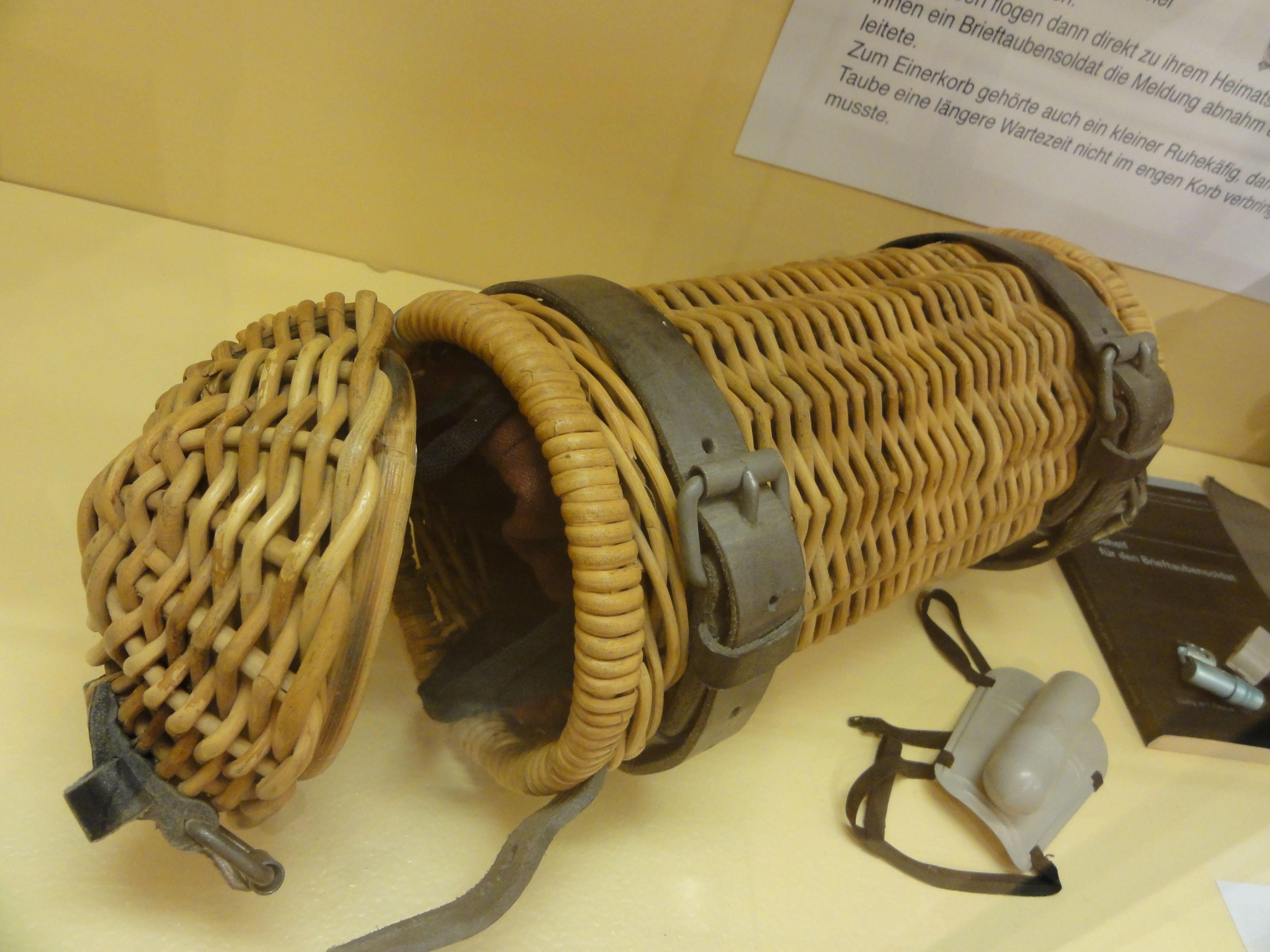
Einerkorb zum Umhängen
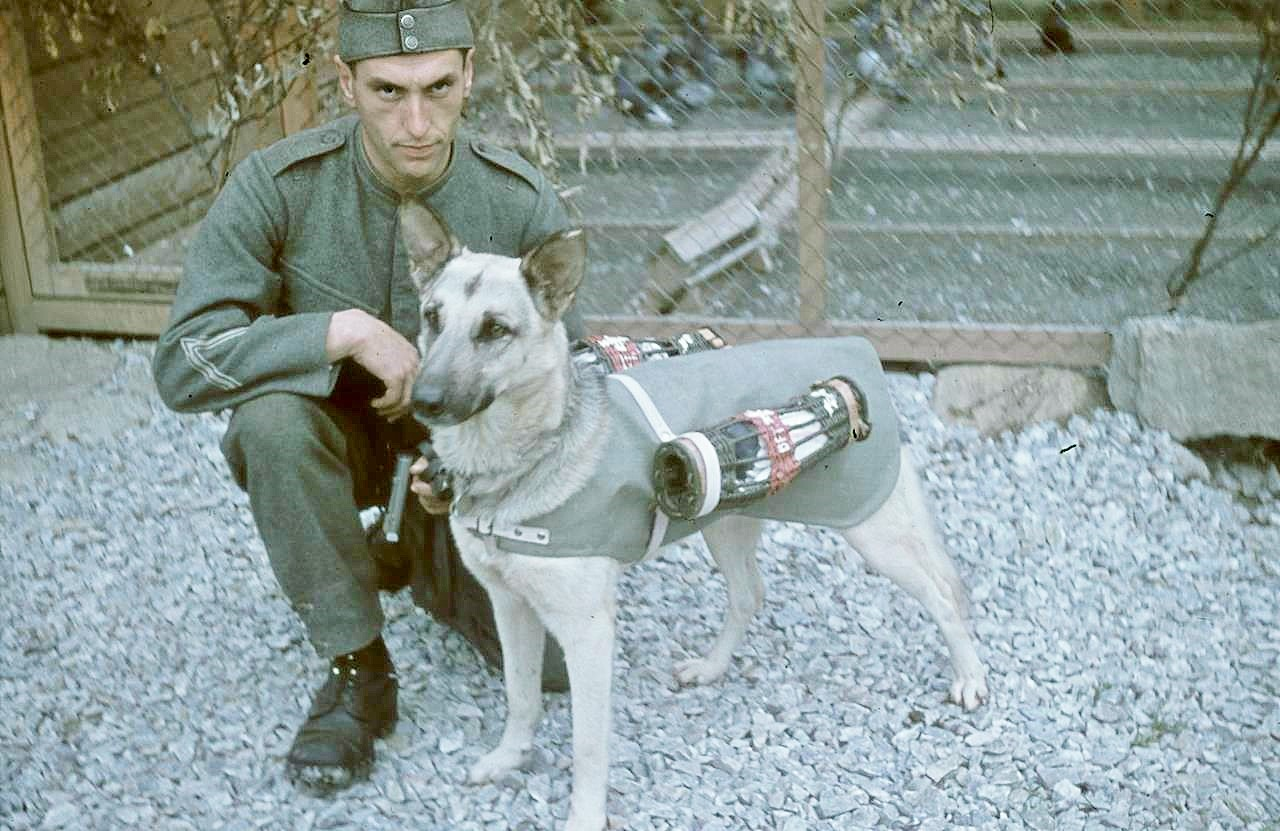
Brieftaubenhund
Brieftaubenwagen mit Tauben besetzt
Inneres im Brieftaubenwagen
Jede Taube hat ihren Platz

## Brieftaubendienst während des Kalten Krieges
Die moderne Armee 61 konnte nicht auf die Vorteile der Brieftauben verzichten. Ihre Verwendung verursachte wenig Kosten, sie war zuverlässig und konnte elektronisch nicht gestört werden. Brieftauben können nach dem Ausfall aller elektromagnetischen Kommunikation eingesetzt werden. Neben Papier konnte sie auch Mikrochips mit grossen Datenmengen transportieren. Beim Brieftaubendienst mit Aufzucht, Pflege, Training und Einsatz waren auch Angehörige des Militärischen Frauendienstes (MFD) beteiligt.
Als mobiler Brieftaubenanhänger wurde das Modell 57 von 1959 bis 1995 bei der Truppe verwendet. Der Anhänger hatte 32 Zellen mit Platz für 32 Zuchtpaare oder 64 Einzelplätze.
Für den Ernstfall verfügte die Schweizer Armee (Stand 1988) über rund 40'000 Brieftauben. Der 1896 gegründete Brieftaubenzüchter Verband war der Vertragspartner des Bundesamtes für Übermittlung (BAUEM). Der Verband unterhielt im Auftrag des Brieftaubendienstes ein Büro, das die rund 500 Taubenschläge erfasste und die Leistungen der 200 Vertragsschläge kontrollierte. Der Brieftaubendienst wurde 1996 aus Kostengründen aufgelöst.

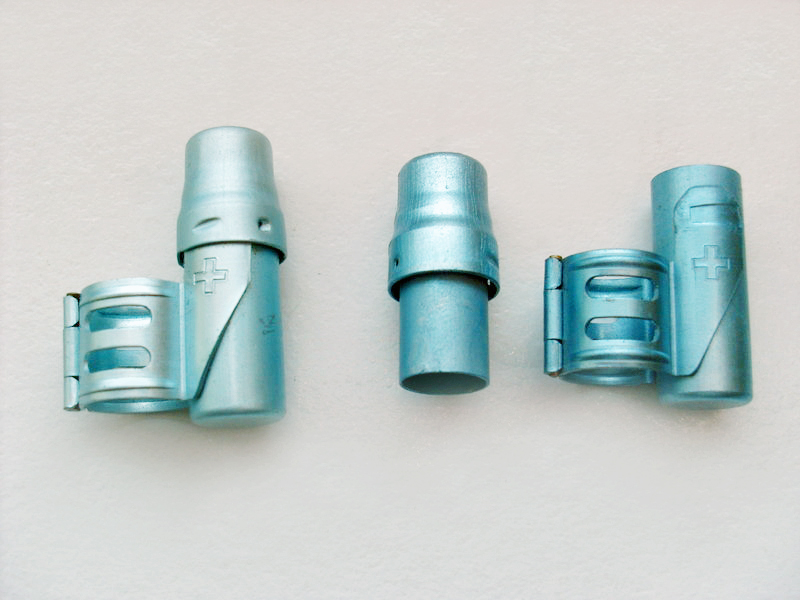
Fusshülse für einfache Meldungen
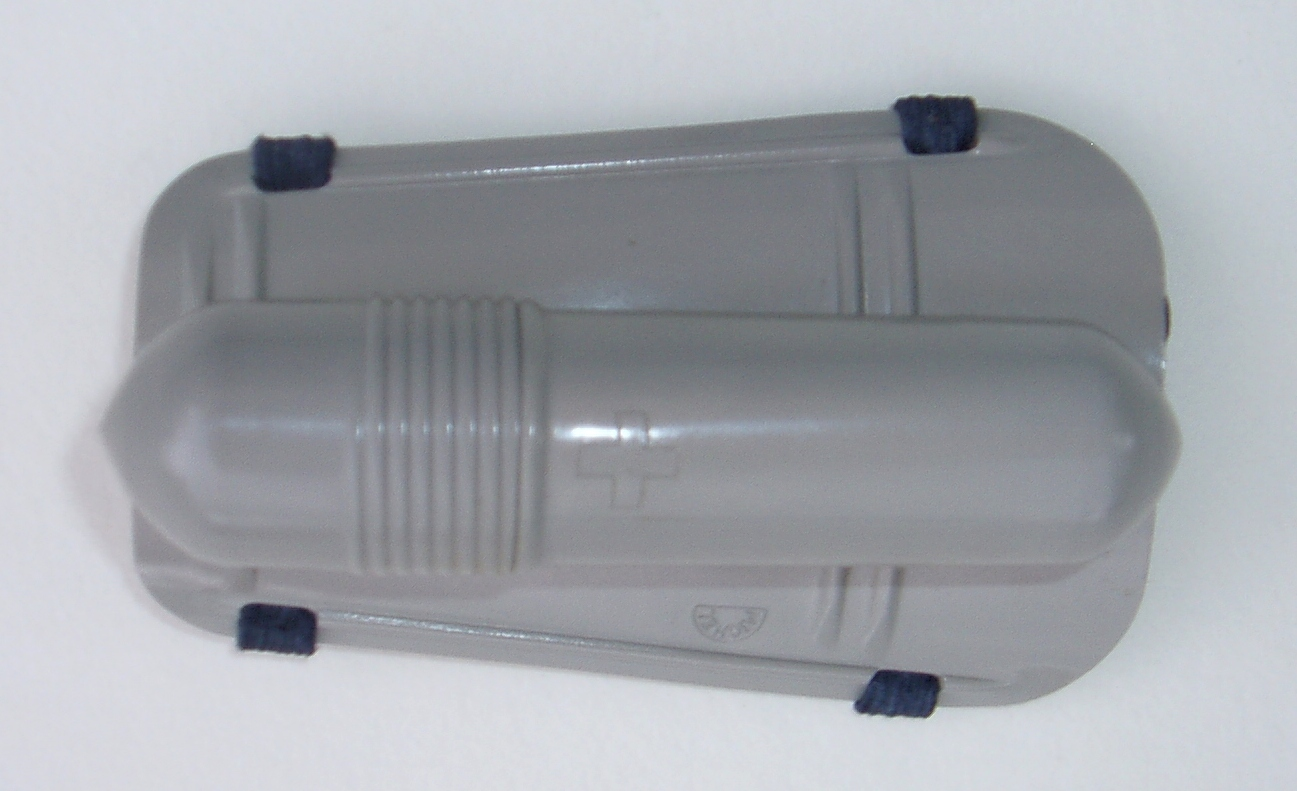
Brusthülse zur Beförderung von grösseren Formaten, Mikrofilme etc.
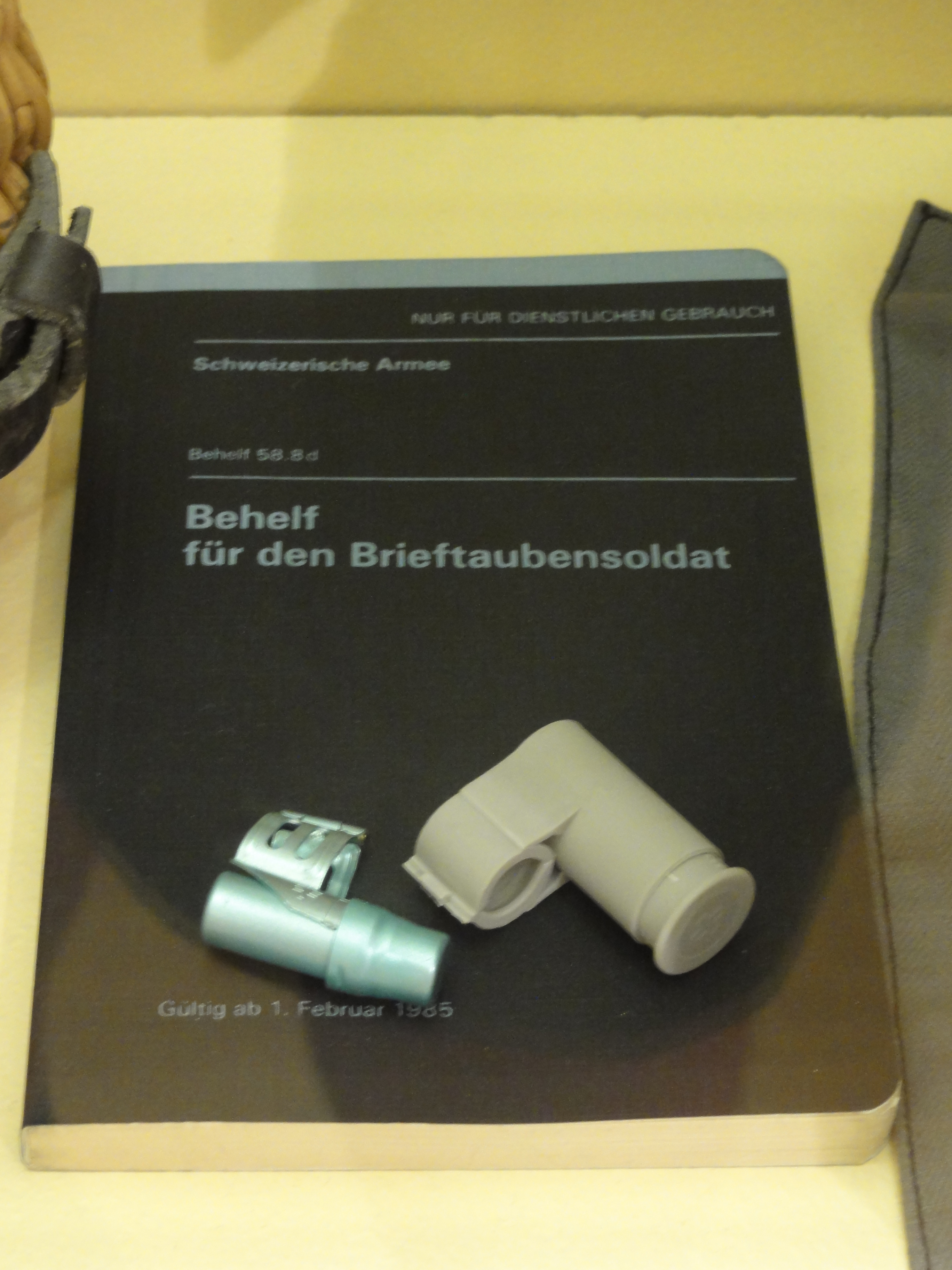
Briefbehälter und „Behelf für den Brieftaubensoldat“
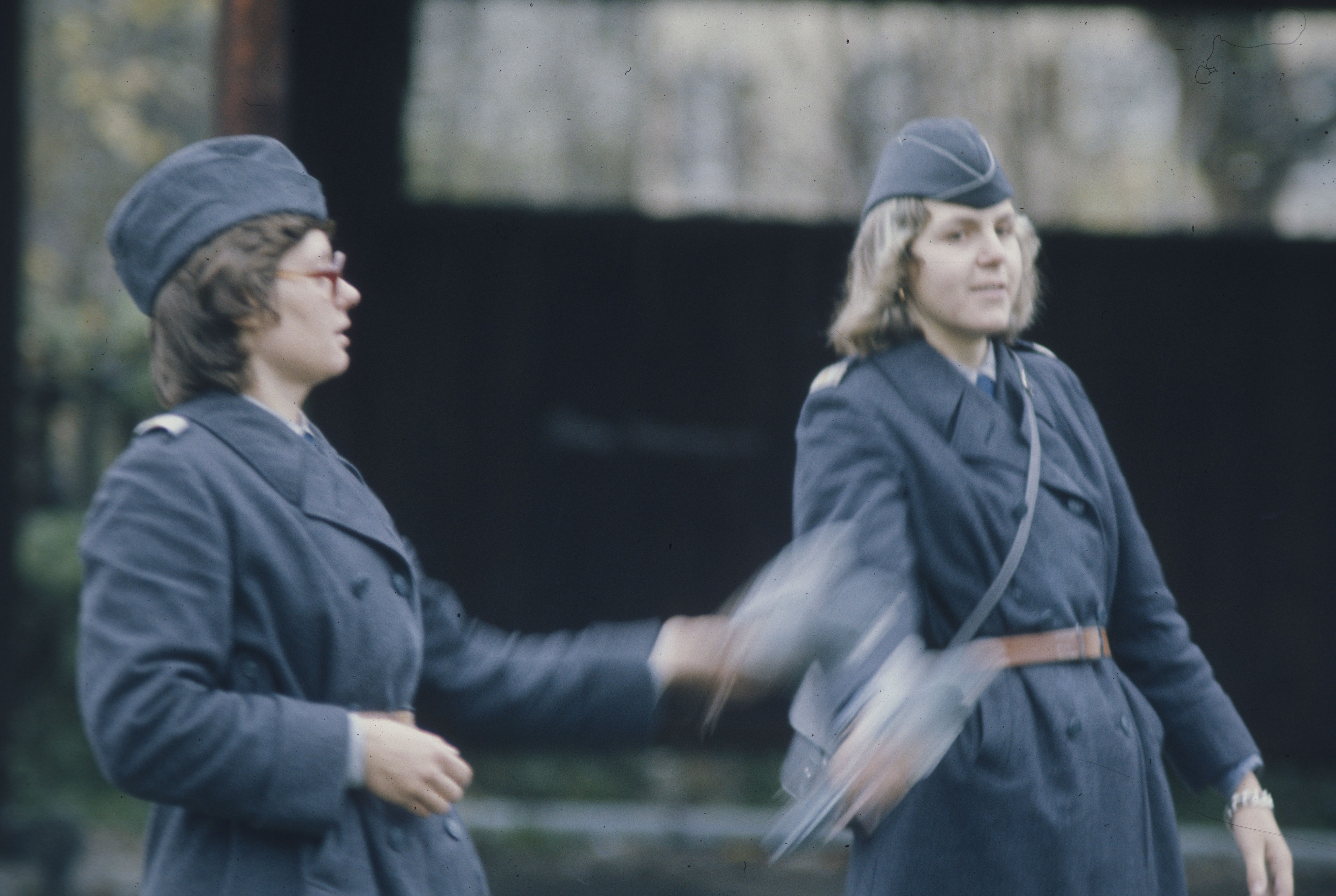
Militärischer Frauendienst beim Brieftaubentraining
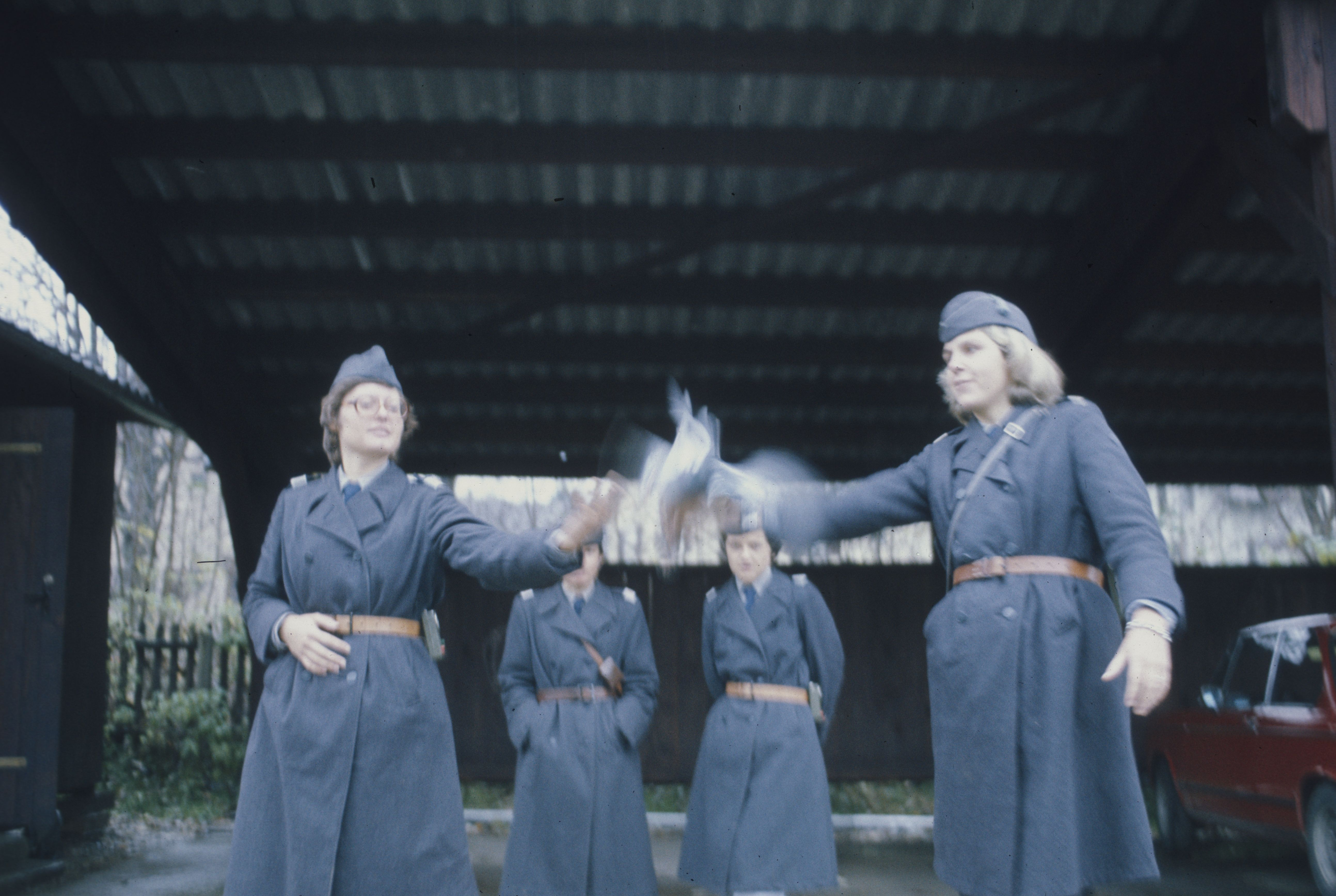
Brieftauben Abflug